# Kozma Károly (tekéző)
Kozma Károly (Szekszárd, 1988. szeptember 18. –) magyar válogatott tekéző, a Szegedi TE játékosa.

## Fiatalkora
Szekszárdon kezdett el tekézni a Szekszárdi Vizitársulat SE csapatában még nagyon fiatal korában.

## Pályafutása
Komolyabb teljesítményt a Kaposvári Közutasokban kezdett el nyújtani, 3-szor lett bronzérmes csapatával.  Az ifjúsági vb-ken sprint ezüstérmes, illetve tandem mix bronzérmes lett a magyar válogatottal. Azután átigazolt a Zalaegerszegi TK csapatába, ahol 1-szer világkupa győztes. 2022-ben 11 év után, a Zalaegerszeget elhagyva a Zengő Alföld Szegedi TE csapatába igazolt az új kihívásokért. Ez évben lett szintén a felnőtt válogatott tagja, ahová a 2023-as világbajnokság bővített keretében is helyet kapott. 4-szer lett ifjúsági országos bajnok.
2023-ban összetett egyéni magyar bajnok lett Tiszakécskén.